# 大阿贝热芒
大阿贝热芒（法語：Le Grand-Abergement，發音：[lə ɡʁɑ̃t‿abɛʁʒəmɑ̃]）是法国东部安省的一个旧市镇，与小阿贝热芒相邻，属于贝莱区。2016年1月1日，大阿贝热芒与邻近的3个市镇合并为新市镇上瓦尔罗梅，成为了上瓦尔罗梅的委派市镇。

## 地理
大阿贝热芒（46°2'2"N, 5°40'30"E）面积31.92 平方千米，位于法国奥弗涅-罗讷-阿尔卑斯大区安省，该省份为法国东部省份，北起汝拉省，西北接索恩-卢瓦尔省，西接罗讷省和里昂大都会，南至伊泽尔省，东与萨瓦省、上萨瓦省和瑞士接壤。
与大阿贝热芒接壤的市镇（或旧市镇、城区）包括：米沙耶地区沙蒂永、奥托讷、拉莱里亚、莱内罗勒、小阿贝热芒、勒普瓦扎、吕菲约、维尔、比利亚。
大阿贝热芒的时区为UTC+01:00、UTC+02:00（夏令时）。

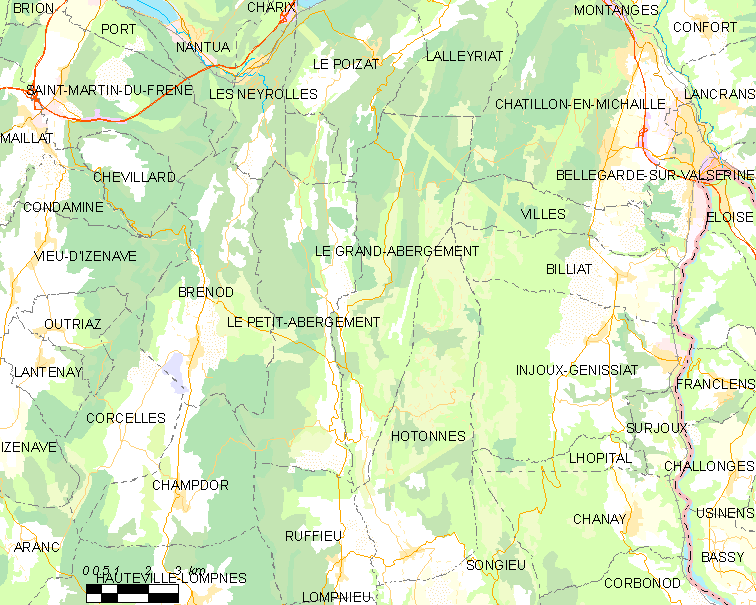
大阿贝热芒的OSM定位图

## 行政
大阿贝热芒的邮政编码为01260，INSEE市镇编码为01176。

## 政治
大阿贝热芒所属的省级选区为普拉托多特维尔县。

## 人口

1962-2008年间大阿贝热芒人口变化图示

大阿贝热芒于2018年1月1日时的人口数量为121人。